# Hotel Adlon
Hotel Adlon, oficjalnie Hotel Adlon Kempinski Berlin – pięciogwiazdkowy hotel, znajdujący się w Berlinie, w dzielnicy Mitte, przy alei Unter den Linden i placu Pariser Platz. Jest własnością sieci hotelowej Kempinski, jest członkiem prestiżowej międzynarodowej organizacji The Leading Hotels of the World. Powstał w latach 1995–1997 na miejscu pierwszego Hotelu Adlon, oddanego do użytku w 1907 roku i zniszczonego pod koniec II wojny światowej, a następnie rozebranego w 1952 i 1984 roku. W swej architekturze jest zorientowany na klasyczno-tradycyjny język projektowania i stanowi nawiązanie do poprzednika. Obecnie jest uważany za jeden z najbardziej luksusowych hoteli w Niemczech.

## Lokalizacja
Hotel Adlon mieści się w berlińskiej dzielnicy Mitte. Jest położony przy ulicach Unter den Linden (stanowi ona adres budynku), Wilhelmstraße i Behrenstraße, a także przy placu Pariser Platz, przez co w jego bezpośrednim sąsiedztwie znajduje się Brama Brandenburska.
Do hotelu można się dostać korzystając z kolei S-Bahn i wysiadając na położonej 100 m od hotelu stacji Brandenburger Tor (linie S1, S2, S25 i S26) lub z metra, w którym docelową stacją również jest leżąca w odległości 100 m od budynku Brandenburger Tor (linia U5). W odległości kilkuset metrów od hotelu znajdują się ponadto następujące przystanki autobusowe: Brandenburger Tor (linie 100 i N5), Behrenstraße/Wilhelmstraße (linie 300 i S1A), Reichstag/Bundestag (linia 100) i Unter den Linden/Glinkastraße (linia 147).

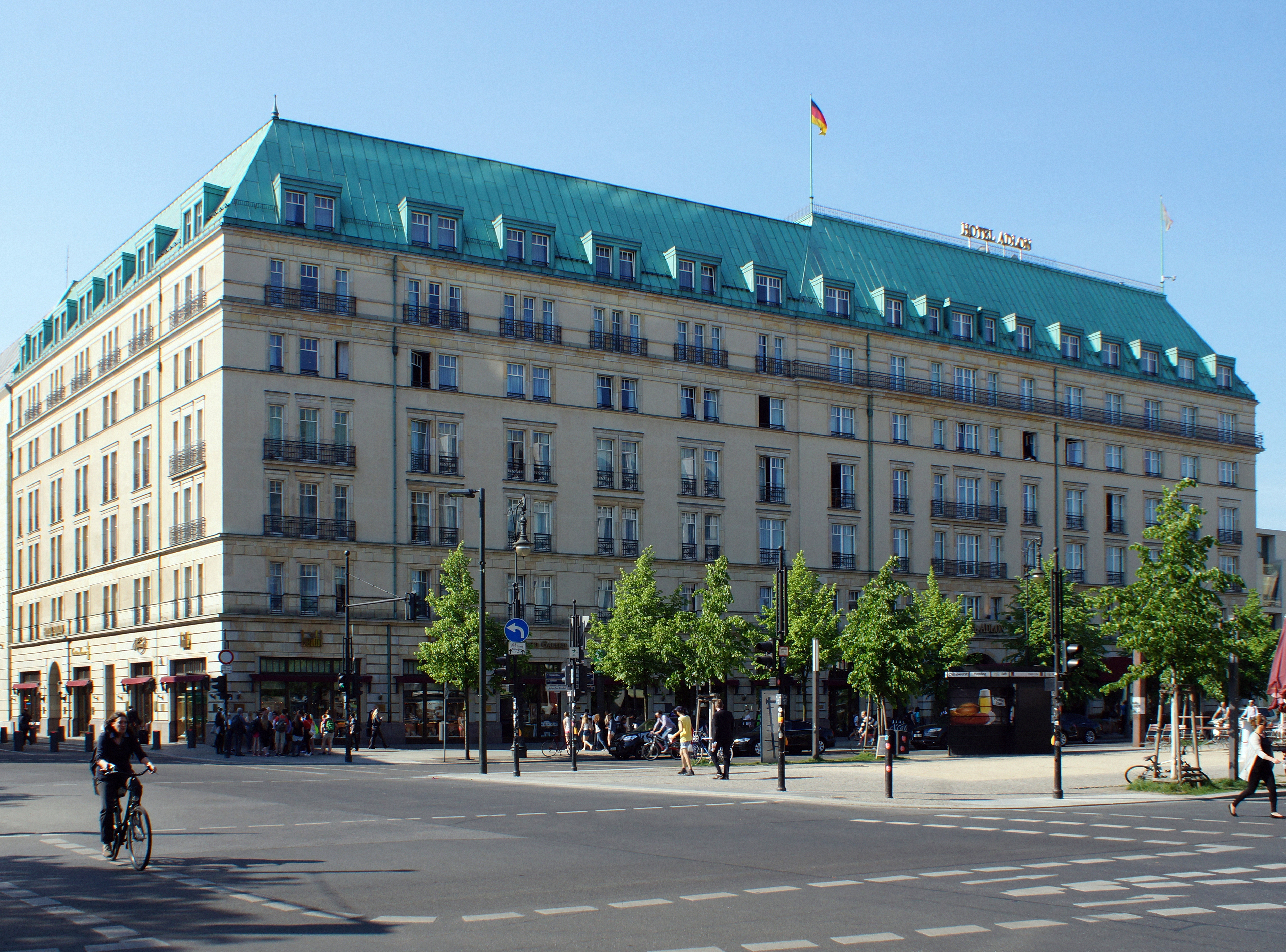
Widok na hotel od strony Unter den Linden
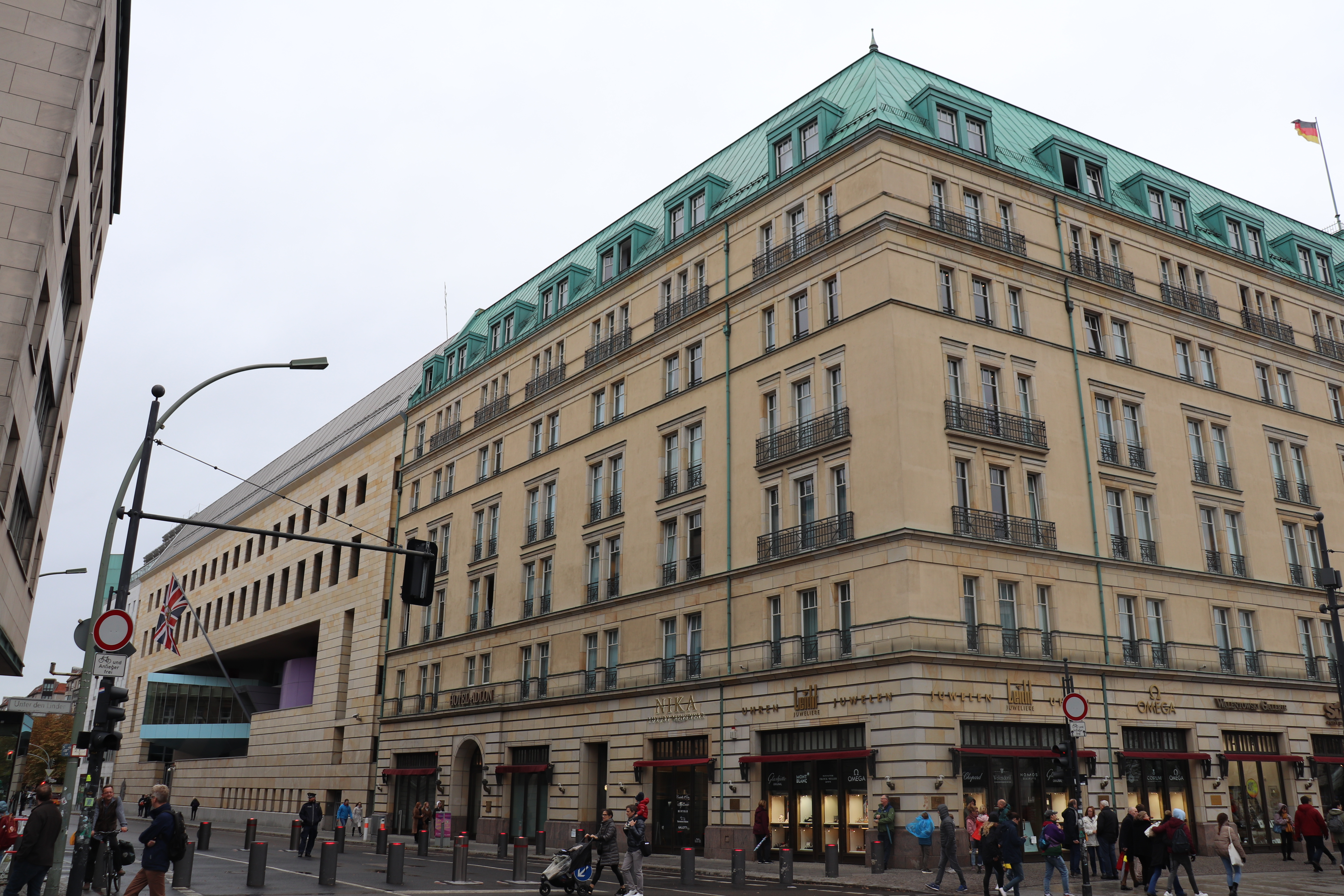
Widok na hotel od strony Wilhelmstraße
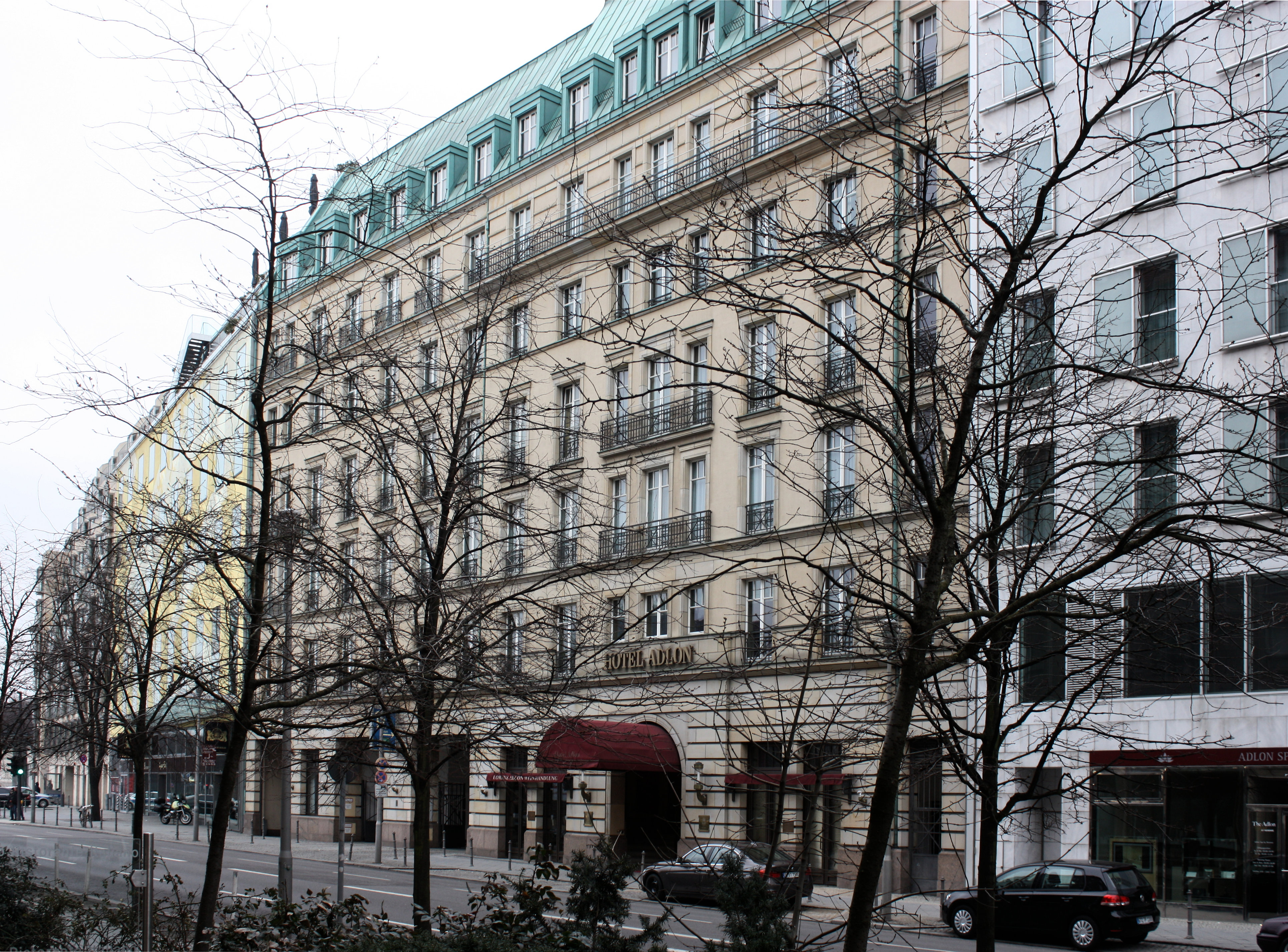
Widok na hotel od strony Behrenstraße
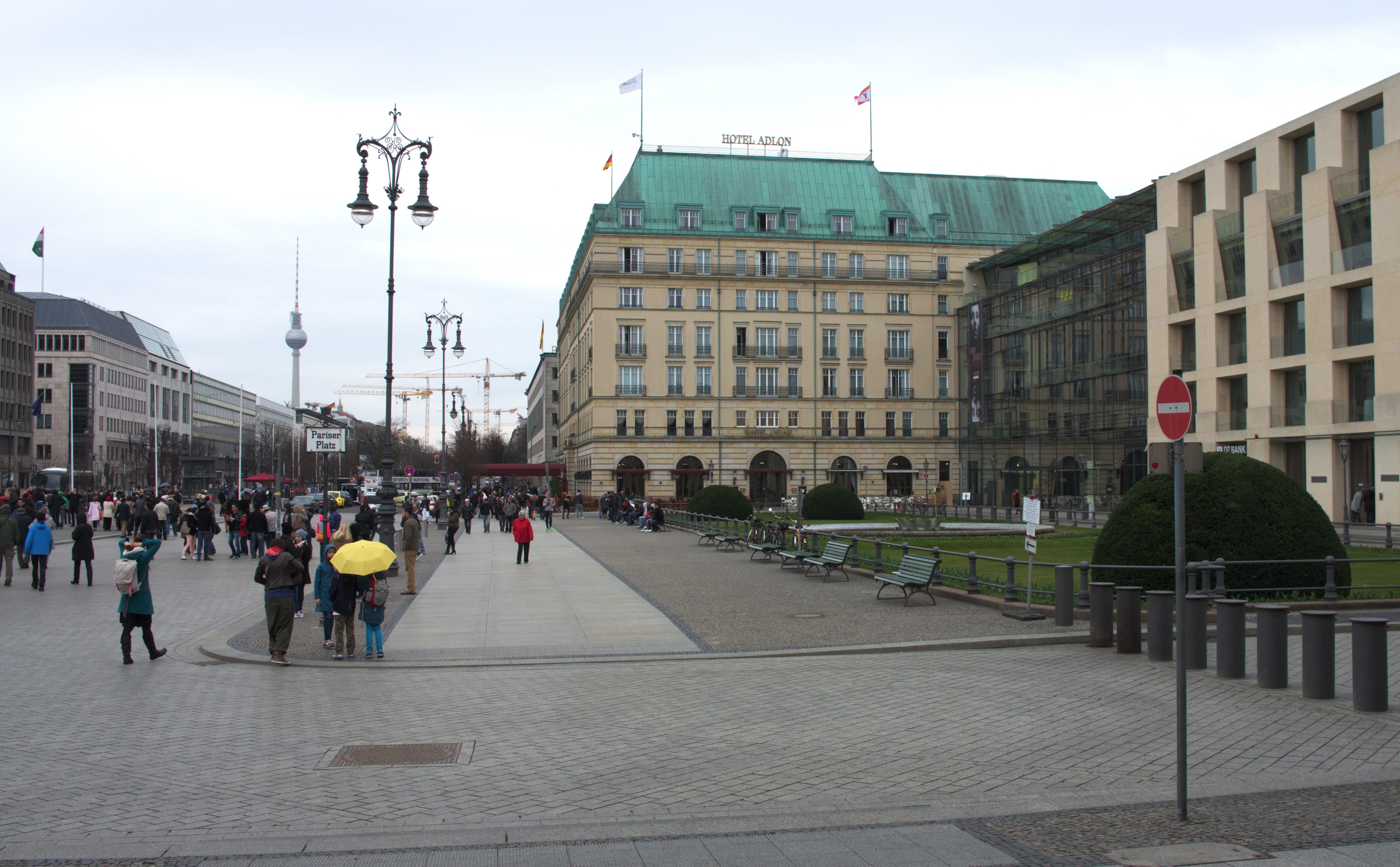
Widok na hotel od strony Pariser Platz

## Historia

### Pierwszy hotel

#### Przed powstaniem
Początek rozwoju budowlanego działki, na której stoi obecnie Hotel Adlon datuje się na 1734 rok. Wówczas ochmistrzyni dworska von Kameke zwróciła się do króla Fryderyka Wilhelma I z wnioskiem o pozwolenie na rozbiórkę domu szambelana von Wilchpitza, aby móc się osiedlić na terenie po nim. Po otrzymaniu pozwolenia i zrealizowaniu tego, czego dotyczyło, rozpoczęła budowę domu dla swojego męża, grafa Friedricha Paula von Kamekego, dyplomaty w służbie państwa pruskiego. Po pewnym czasie potomek Friedricha Paula, graf Alexander Friedrich von Kameke wynajął jego dom brytyjskiemu poselstwu dyplomatycznemu, które uczyniło go swoją siedzibą, zaś później sprzedał go grafowi Wartenslebenowi, który z kolei w 1798 roku sprzedał budynek grafowi Wilhelmowi Jacobowi von Redernowi, będącego wówczas królewskim szambelanem księcia Henryka, młodszego brata króla Fryderyka II Wielkiego.

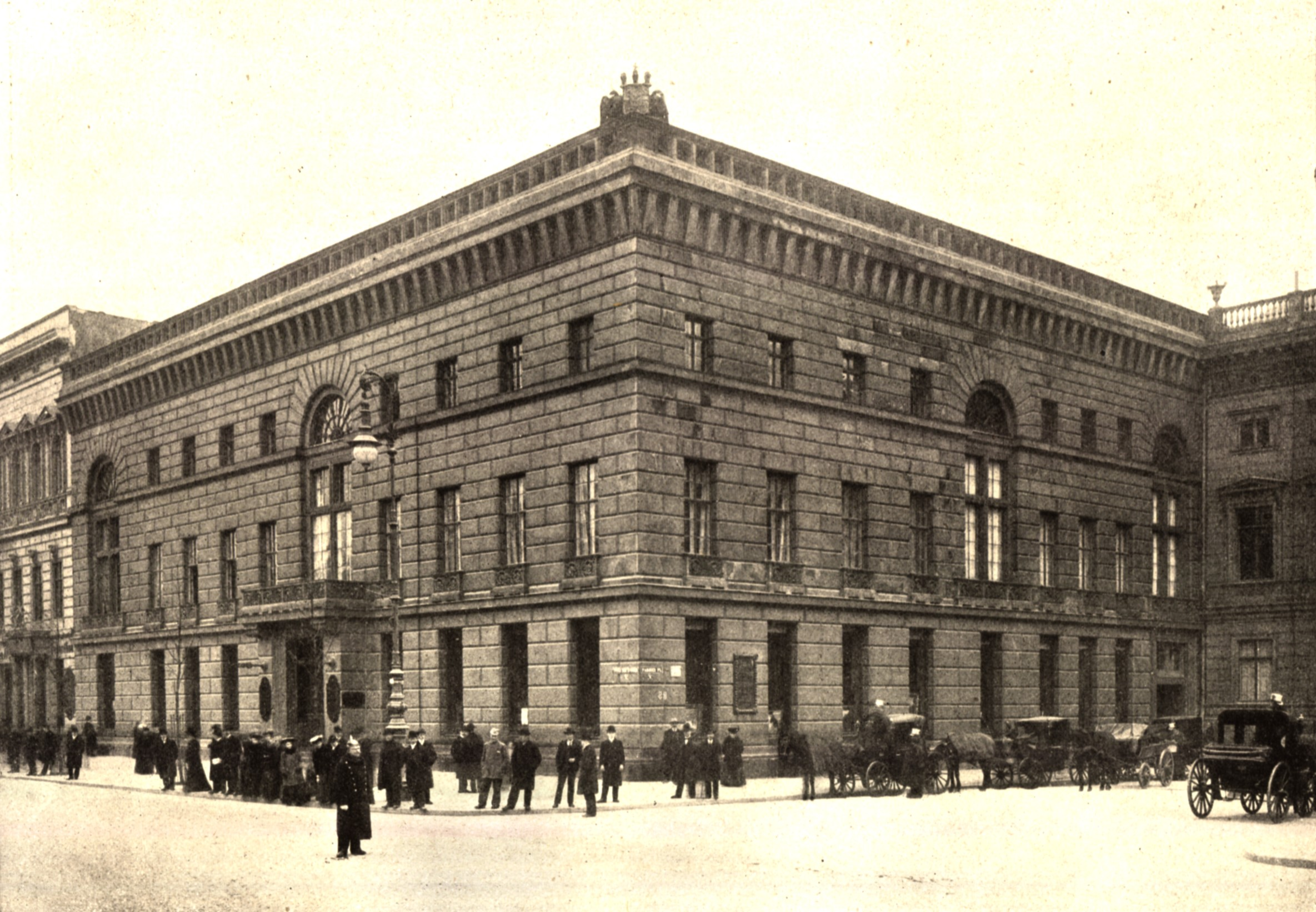
Palais Redern około 1900 roku

W latach 1828–1829, na zlecenie synów von Rederna, budynek został przebudowany na klasycystyczny pałac przez architekta Karla Friedricha Schinkla. Niedługo później Pałac Redernów stał się centrum życia towarzyskiego w mieście. Po śmierci grafa Rederna w 1883 roku pałac odziedziczył jego siostrzeniec, który jednak wykazywał niewielkie zainteresowanie budynkiem, w związku z czym wynajął go handlarzowi dziełami sztuki Eduardowi Schultemu. Od 1899 roku w Pałacu Redernów swoje prace wystawiało stowarzyszenie malarzy „XI”, do którego należał m.in. Max Liebermann, późniejszy współzałożyciel ugrupowania „Berlińska Secesja”. W 1905 roku podupadły budynek kupił wraz z sąsiednią działką Lorenz Adlon, urodzony w Moguncji przedsiębiorca z branży hotelarskiej i gastronomicznej, będący właścicielem m.in. zbudowanego w 1889 roku Hotelu Mille Colonnes w Amsterdamie, zaś w Berlinie znany głównie z prowadzenia restauracji Hiller i Zooterassen oraz jako hurtownik wina. Na terenie zakupionych nieruchomości Adlon zamierzał wybudować nowy luksusowy hotel. Jako że cieszył się protekcją niemieckiego cesarza Wilhelma II, uważającego, że w Berlinie brakuje luksusowego hotelu w prestiżowej lokalizacji, spełniającego oczekiwania koronowanych głów, bez problemu otrzymał pozwolenie na budowę budynku. W późniejszych czasach w nieprzychylnych Adlonowi kręgach społecznych pojawiły się niemające potwierdzenia w rzeczywistych faktach legendy, jakoby cesarska ochrona przedsiębiorcy wynikała z przyjaźni łączącej go z monarchą lub z bycia nieprawowitym potomkiem rodziny Hohenzollernów.

#### Budowa, architektura i charakterystyka
W 1906 roku w Pałacu Redernów odbyła się ostatnia wystawa obrazów, a niedługo później będący prawnie chronionym zabytkiem budynek został zburzony pomimo protestów społecznych. Na jego miejscu wkrótce rozpoczęła się budowa hotelu Lorenza Adlona, za którego projekt odpowiadali architekci Carl Gause i Robert Leibnitz. Adlon początkowo chciał poszerzyć teren inwestycji o działkę na rogu ulicy Wilhelmstraße, tak, aby hotel miał jak największą liczbę pokoi z widokiem na plac Pariser Platz i aleję Unter den Linden, jednak jego plany spotkały się z dużym oporem konkurencji – narożną parcelę ostatecznie kupił właściciel Hotelu Bristol (również zbudowanego według projektu Carla Gausego w latach 1890–1901 pod adresem Unter den Linden 65, według obecnej numeracji). Z tego powodu, zamiast korzystnie położonej narożnej działki, Adlon musiał kupić parcelę przy samej ulicy Wilhelmstraße, przez co powstający budynek musiał się rozciągać w głąb nieruchomości i nie mógł spełnić oczekiwań inwestora związanych z dużą liczbą pokoi z dobrym widokiem. 23 października 1907 roku hotel został uroczyście otwarty w obecności cesarza Wilhelma II. Koszty budowy budynku wyniosły, według różnych źródeł, od około 17 do około 20 milionów złotych marek (w przybliżeniu był to odpowiednik dzisiejszych około 350 milionów euro) i znacznie przewyższyły koszty budowy ukończonej dwa lata wcześniej katedry berlińskiej, wynoszące 11,5 miliona złotych marek. Znaczną część kosztów Lorenz Adlon pokrył dzięki pożyczkom w wysokości 15 milionów złotych marek, do udzielenia których drogę utorował mu cesarz. Szacuje się, że 5 milionów złotych marek kosztowało przedsiębiorcę samo urządzanie wnętrza hotelu.

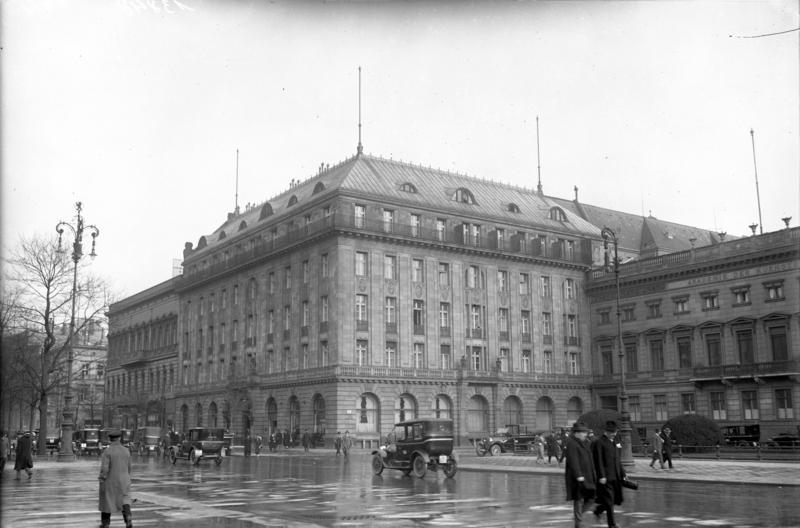
Pierwszy Hotel Adlon w 1926 roku

Nowy berliński hotel swoim wyglądem zewnętrznym absorbował ustrukturyzowaną architekturę Bramy Brandenburskiej i harmonijnie dopasowywał się do otoczenia z jego zabudową o konserwatywnych formach. Cechowała go prosta, pokryta brązowo-szarym, nadreńskim tufem wulkanicznym klasycystyczna fasada z rzadko rozmieszczonymi secesyjnymi elementami dekoracyjnymi. Był pięciokondygnacyjnym budynkiem murowanym z miedzianym dachem zwieńczonym kalenicą grzebieniową. Jego znaczną, w porównaniu do niskich budynków przy Pariser Platz, wysokość optycznie łagodziły dwie mocno zaakcentowane balustrady obiegające gmach u podnóża pierwszej i czwartej kondygnacji, która sprawiała wizualne wrażenie przynależenia do dachu. Pod oknami trzeciej kondygnacji hotelu biegł poprzeczny pas dziewiętnastu medalionów z tańczącymi i muzykującymi postaciami kobiecymi. Parter budynku miał 6 m wysokości i był dobrze widoczny z placu. Charakteryzował się ozdobionym pilastrami i rzeźbami wejściem oraz dużymi oknami.
Hotel miał unikalne, jak na ówczesne czasy, wyposażenie techniczne: elektryczność, bieżącą zimną i ciepłą wodę oraz pralnię. W celu podkreślenia luksusowego uroku hotelu prawie wszystkie jego pomieszczenia były utrzymane w stylu neobarokowym lub w stylu Ludwika XVI. Na parterze budynku, oprócz rozległego holu, mieściły się restauracja uliczna, trzy restauracje hotelowe, kawiarnia, bar, salon, pokój dla kobiet, palarnia, biblioteka, salon muzyczny, ogród zimowy, sale konferencyjne i duża sala balowa. Wyższe kondygnacje zajmowało 305 pokoi hotelowych z 400 łóżkami i 140 łazienkami, wyposażonych w prąd elektryczny, bieżącą ciepłą wodę i regulowane ogrzewanie. Większość elementów wyposażenia pomieszczeń hotelu została wykonana przez moguncką firmę meblową Bembé, w której Lorenz Adlon kiedyś uczył się zawodu stolarza.

#### Działalność
Lorenz Adlon prowadził hotel do 7 kwietnia 1921 roku, kiedy to zmarł wskutek obrażeń po potrąceniu przez samochód podczas przekraczania Pariser Platz. Po jego śmierci hotel odziedziczyła najstarsza córka Anna Katharina i jej młodszy brat Louis. W 1931 roku Anna Katharina kazała bratu spłacić swoje udziały w hotelu, po czym wyprowadziła się do Moguncji, gdzie wyszła za mąż za lekarza. Zmarła w 1956 roku w wieku 84 lat. Po spłaceniu siostry i przyjęciu w zamian długu gruntowego w wysokości 5,2 miliona marek Rzeszy Louis Adlon prowadził hotel wraz ze swoją drugą żoną Heddą (pierwszą była Tilli, z którą miał pięcioro dzieci) do ostatnich dni II wojny światowej. Zmarł na dzień przed zakończeniem działań wojennych – 7 maja 1945 roku. W latach 50. XX wieku Hedda Adlon sprzedała prawa do pierwokupu nieruchomości i nazwy „Adlon” sieci hotelowej Kempinski. Zmarła w 1967 roku.

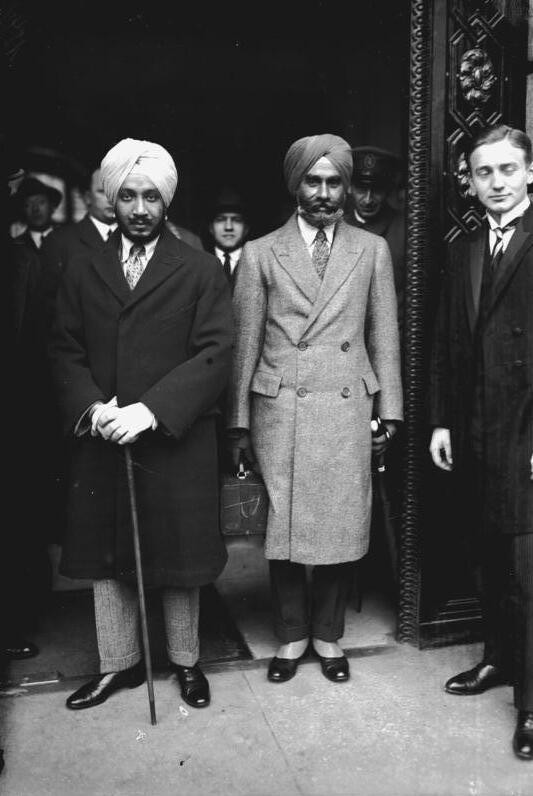
Maharadża Patiali ze swoim marszałkiem dworu przed Hotelem Adlon krótko po przyjeździe do Berlina w 1928 roku

Ze względu na swoje położenie, bezpośrednio przy Pariser Platz, w bliskim sąsiedztwie Bramy Brandenburskiej, Akademii Sztuk Pięknych (niem. Akademie der Künste) oraz ambasad: Stanów Zjednoczonych, Wielkiej Brytanii, Francji i Rosji, Hotel Adlon uchodził za jeden z czołowych adresów w Europie. Cesarz Wilhelm II szczególnie upodobał sobie hotel jako miejsce zakwaterowania dworskich gości – podczas wizyt państwowych miał do nich mówić: „Moi drodzy, idźcie do Lorenza Adlona! U mnie w zamku jest zimno, jest przeciąg, a w kilku łazienkach nie ma ciepłej wody”. Płacił przy tym roczną stałą opłatę w wysokości dzisiejszych 75 tysięcy euro za gwarancję dyspozycji pokoi dla jego gości w razie potrzeby. Do tej pory gościom monarchy oferowano nocleg w jednym z cesarskich pałaców i przede wszystkim mniej znaczący książęta nalegali na ścisłe przestrzeganie etykiety, lecz Wilhelm II starał się ich od tego odwodzić. Ponadto w czasach rządów cesarza wielu przedstawicieli szlachty sprzedawało swoje pałace zimowe i w okresie zimowym rezydowało w apartamentach hotelu Lorenza Adlona, zaś całe berlińskie ministerstwa wolały urządzać różne uroczystości w hotelowej Sali Cesarskiej niż w salach balowych własnych siedzib.
Hotel Adlon był „terytorium neutralnym”: przedstawiciele wszystkich narodów i stronnictw mogli bez przeszkód się w nim spotykać i dyskutować. Jego międzynarodową klientelę stanowili głównie mężowie stanu, dyplomaci, magnaci biznesowi i artyści. W hotelu odbywały się ważne konferencje, wystawne bankiety i wesela. Mieszkali w nim rosyjski car Mikołaj II i maharadża Patiali (dawnego księstwa na terenie obecnych Indii), niemieccy politycy Walther Rathenau i Gustav Stresemann toczyli rozmowy przy herbacie, a amerykańscy przemysłowcy Henry Ford i John D. Rockefeller prowadzili negocjacje biznesowe i odpoczywali. W 1913 roku, zgodnie z informacjami wywiadowczymi ze Szwajcarii, rosyjscy anarchiści planowali dokonanie w hotelu zamachu na przebywającego w nim wtedy cara Mikołaja II. Bomba została w porę znaleziona, szybko ujęto także wykonawcę zamachu – okazał się nim być zastępca dyrektora hotelu, który zaangażował się w to przestępstwo z powodu długów hazardowych.

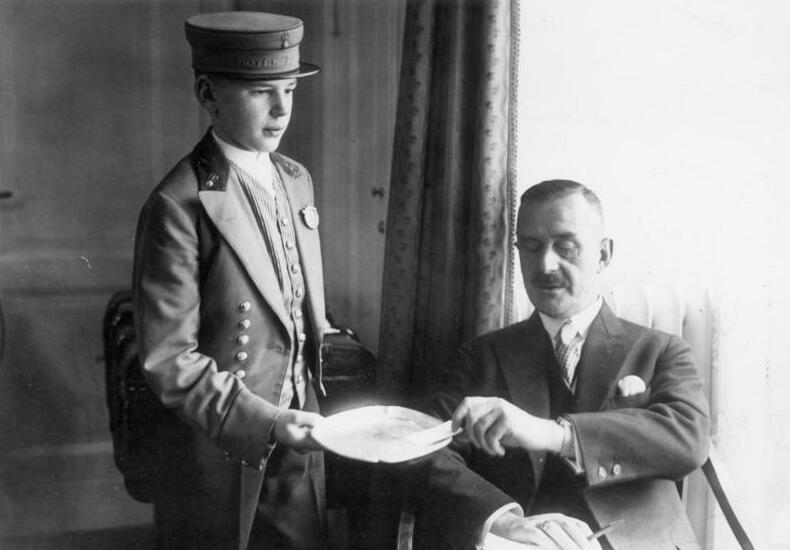
Thomas Mann w Hotelu Adlon w 1929 roku

Gośćmi hotelu były następujące głowy państwa i szefowie rządu: Bernhard von Bülow, kanclerz Rzeszy w latach 1900–1909, Aristide Briand, wielokrotny minister i premier w III Republice Francuskiej oraz Franklin Delano Roosevelt, 32. prezydent Stanów Zjednoczonych. Zatrzymywały się w nim także rozmaite osobistości ze świata nauki, kultury i sztuki: Albert Einstein, Thomas Alva Edison, Ferdinand Sauerbruch, Wilhelm Furtwängler, Gustaf Gründgens, Heinrich George, Herbert von Karajan, Thomas Mann, Enrico Caruso, Yehudi Menuhin, Bertolt Brecht, Ernst Lubitsch, Mary Pickford, Marlene Dietrich, Adolphe Menjou, Jackie Coogan, Greta Garbo, Josephine Baker i Charlie Chaplin.
W latach 20. XX wieku nikomu wówczas nieznany Billy Wilder pracował w Berlinie jako dziennikarz i przeprowadzał wywiady z niektórymi gośćmi hotelu, m.in. z Jackiem Cooganem i Adolphe’em Menjou, z kolei w latach 30. boyem hotelowym w Adlonie był Peter Frankenfeld, który w późniejszych dekadach zyskał sławę jako osobowość telewizyjna w Niemczech.
W okresie I wojny światowej Hotel Adlon kontynuował swoją działalność, opierając się na specyficznym rodzaju gości. Zgodnie ze wspomnieniami Heddy Adlon, zawartymi w napisanej przez nią książce Hotel Adlon. Das Berliner Hotel, in dem die große Welt zu Gast war (pol. „Hotel Adlon. Berliński hotel, w którym gościł wielki świat”):

Podczas całej wojny żaden pokój w naszym hotelu nie był pusty. W Berlinie ustanawiane były kolejne organy administracyjne, a ludzie w nich pracujący wynajmowali apartamenty na wiele lat.

Po wojnie francuski generał Charles Nollet otworzył w Adlonie swoją kwaterę główną. Ze związanym z zakończeniem wojny upadkiem cesarskich Niemiec nie pogodził się Lorenz Adlon, który odmówił usunięcia z sali kominkowej hotelu brązowego popiersia cesarza Wilhelma II nawet po jego abdykacji i proklamowaniu republiki przez Philippa Scheidemanna. Hotel po wojnie zasłynął też ze skandalu dyplomatycznego, gdy 6 marca 1920 roku książę Joachim Albrecht Hohenzollern sprowokował napaść na oficerów francuskiej misji wojskowej, kiedy ci nie wstali podczas hymnu niemieckiego „Deutschland, Deutschland über alles”, granego tam tradycyjnie o 2300. Aresztowano go wówczas i osądzono. Dla jednych jako „Jochimke” stał się bohaterem wykpiwających to „restauracyjne męstwo” piosenek (m.in. Kurta Tucholsky’ego), dla innych bohaterem piosenek nacjonalistycznych.
Ustanowienie w 1933 roku w Niemczech rządów nazistowskich oznaczało zahamowanie dotychczas nieprzerwanego rozkwitu hotelu. Z noclegu w nim rezygnowało wielu zamożnych zagranicznych gości, zwłaszcza tych ze Stanów Zjednoczonych, a nazistowscy prominenci woleli inne berlińskie hotele, przede wszystkim Kaiserhof przy placu Wilhelmplatz, jako że w rządowych kręgach do Hotelu Adlon odnoszono się z dezaprobatą ze względu na jego międzynarodowe ukierunkowanie. Podejście to nie zmieniło się nawet po tym, jak 1 lutego 1940 roku właściciele hotelu, Louis i Hedda Adlonowie wstąpili do NSDAP. Dopiero po pożarze Hotelu Kaiserhof w 1943 roku wysocy rangą przedstawiciele władz i NSDAP zaczęli się zatrzymywać w Adlonie.
W okresie nazistowskim Hotel Adlon dwukrotnie cieszył się wzmożonym zainteresowaniem. Po raz pierwszy 30 stycznia 1933 roku, kiedy to Adolf Hitler objął funkcję kanclerza Rzeszy. Cały hotel został wtedy zarezerwowany (szczególnym powodzeniem cieszyły się pokoje z widokiem na triumfujący nazistowski pochód z pochodniami), a Urząd Polityki Zagranicznej NSDAP (niem. Außenpolitisches Amt der NSDAP) wynajął w budynku sale na uroczystości. Drugi raz Adlon znalazł się w centrum uwagi w 1936 roku, gdy podczas organizowanych wtedy w Berlinie Letnich Igrzysk Olimpijskich zatrzymali się w nim królowie, książęta i następcy tronu Bułgarii, Włoch, Szwecji, Grecji oraz wielu innych krajów.
Wraz z początkiem II wojny światowej liczba gości hotelu znacznie spadła, a jeszcze bardziej zmniejszyła się, gdy Niemcy wypowiedziały wojnę Stanom Zjednoczonym w 1942 roku, wówczas Adlon opuścili ostatni amerykańscy goście, w tym przedstawiciele misji dyplomatycznej i dziennikarze. W kwietniu 1942 roku w hotelu odbyła się konferencja dotycząca przyszłego kierunku polityki Niemiec wobec Kaukazu.

#### Ostatnie lata

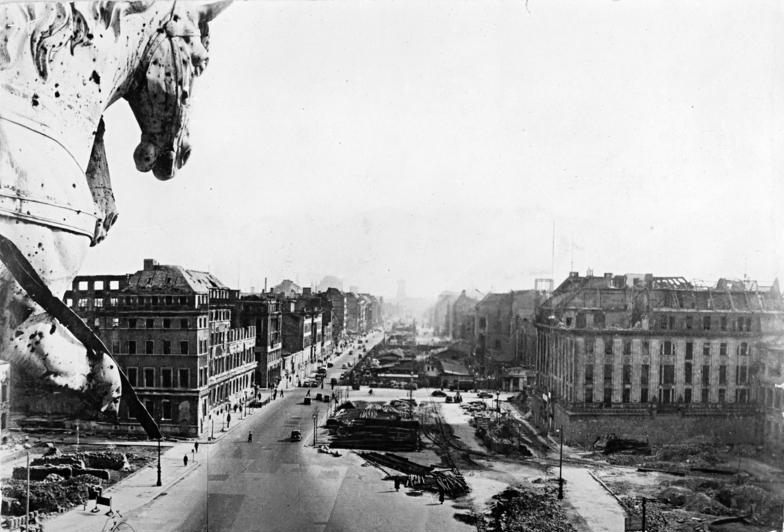
Widok z Bramy Brandenburskiej na Unter den Linden w 1950 roku; po prawej stronie widoczny zniszczony pierwszy Hotel Adlon

Podczas II wojny światowej Hotel Adlon nie doznał żadnych uszkodzeń spowodowanych działaniami wojennymi – przetrwał zarówno lotnicze bombardowania Berlina, jak i operację berlińską. Pod koniec wojny został przekształcony w lazaret. W nocy z 2 na 3 maja 1945 roku budynek spłonął z nie do końca jasnych przyczyn. Za najbardziej prawdopodobną przyczynę uznaje się hipotezę, według której jeden z żołnierzy oddziału Armii Czerwonej, poszukującego w hotelu wartościowych przedmiotów, w piwnicy budynku rzucił palącego się papierosa na wełnę drzewną, w którą opakowane były składowane tam butelki z winem. Pożar przetrwało tylko boczne skrzydło, wykorzystywane do celów gospodarczych.
Po wojnie Adlon znalazł się w radzieckim sektorze Berlina. W 1952 roku zniszczony budynek został rozebrany z wyjątkiem ocalałego z pożaru bocznego skrzydła. W skrzydle tym podległa władzom NRD Organizacja Handlu (niem. Handelsorganisation, HO) prowadziła „Hotel Adlon”, charakteryzujący się niskim standardem zakwaterowania – w wydanym w 1976 roku przewodniku hotelowym NRD był on wymieniony jako hotel dwugwiazdkowy na końcu listy hoteli w „Berlinie, stolicy NRD”. Sama Hedda Adlon miała na jego temat następujące zdanie:

To co nadal kryje się pod nazwą „Adlon” w Berlinie to tylko nędznie załatane pozostałości ruiny, które wschodnioberlińskie władze zamieniły w rodzaj urzędowego domu noclegowego.

Na początku lat 70. XX wieku w części budynku utworzono internat dla praktykantów. W 1984 roku, na mocy decyzji Biura Politycznego SED budynek został wyburzony.

### Obecny hotel

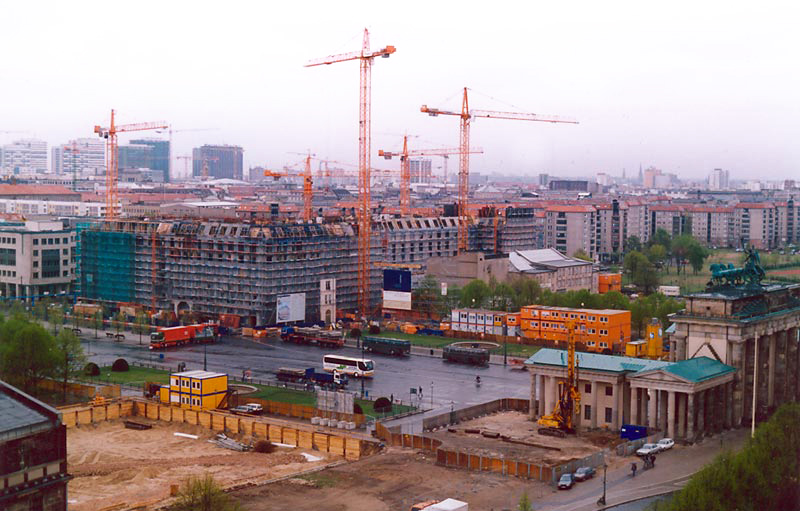
Obecny Hotel Adlon w trakcie budowy w 1995 roku

Po upadku Muru Berlińskiego Hotel Adlon stał się częścią planów odbudowy zabudowy Pariser Platz. W 1995 roku rozpoczęła się budowa hotelu, a 23 sierpnia 1997 roku został on oficjalnie otwarty jako Hotel Adlon Kempinski Berlin w obecności prezydenta Niemiec Romana Herzoga. Oddany do użytku budynek, zgodnie z przyjętymi założeniami, nie był wierną rekonstrukcją oryginału, lecz nową kreacją, opartą na tradycyjnej architekturze pierwotnego hotelu. Generalnym wykonawcą inwestycji była firma Fundus Gruppe z Kolonii, zaś za projekt odpowiadali Jürgen Patzschke, Rüdiger Patzschke i Rainer Michael Klotz z berlińskiego biura architektonicznego Patzschke, Klotz & Partner (obecnie Patzschke & Partner Architekten). Koszty budowy wyniosły łącznie 435 milionów marek niemieckich (odpowiednik dzisiejszych 245 milionów euro). Częściowo zostały sfinansowane dzięki pożyczce berlińskiego oddziału Dresdner Banku, wynoszącej 200 milionów marek niemieckich. Po otwarciu uchodził za jeden z najbardziej kontrowersyjnych budynków w Berlinie – jego konserwatywne formy liczni krytycy uznali za złowieszczą zapowiedź nowego tradycjonalizmu w berlińskiej architekturze. Jeden z nich, Falk Jaeger, w artykule w dzienniku „Der Tagesspiegel” z 14 czerwca 1997 roku określił wygląd hotelu jako „nieprzyjemność”.
W 1998 roku w hotelu otwarto ekskluzywną restaurację Lorenz Adlon Esszimmer, której zadeklarowanym celem marketingowym było przeniesienie historii starego Hotelu Adlon do nowego. Została ona wyróżniona dwiema gwiazdkami Michelin.
W 2003 roku, w tylnej części Hotelu Adlon przy ulicy Behrenstraße zainaugurowano działalność Adlon-Palais, w którym nie ma pokoi hotelowych, lecz restauracje, klub muzyczny, sale konferencyjne i druga sala balowa, a także spa i sklep z winami. Rok później, na narożnej działce przy ulicach Wilhemstraße i Behrenstraße otwarto Adlon-Residenz z 69 dodatkowymi pokojami i apartamentami.
W 2006 roku w hotelu otwarto apartament prezydencki (według innego źródła: apartament królewski), będący, zgodnie z treścią broszury reklamowej, „najbezpieczniejszym apartamentem hotelowym w Niemczech”.
W 2018 roku przeprowadzono za 2,5 miliona euro renowację głównej sali balowej hotelu. Pomieszczeniu nadano formy utrzymane w konwencji klasycznego modernizmu, a wśród wyposażenia znalazły się m.in. bogate żyrandole ze szkła z Murano, wykonane w Hongkongu wykładziny podłogowe z wzorem nawiązującym do parkietu z pałacu wersalskiego, wielkie lustra ozdobione techniką eglomizacji i wiszący nad barem obraz przedstawiający scenę z sali balowej z pierwszego Hotelu Adlon, wykonany przez brytyjską artystkę Emmę Peascod prawie zapomnianą techniką ścierania szkła.

## Architektura

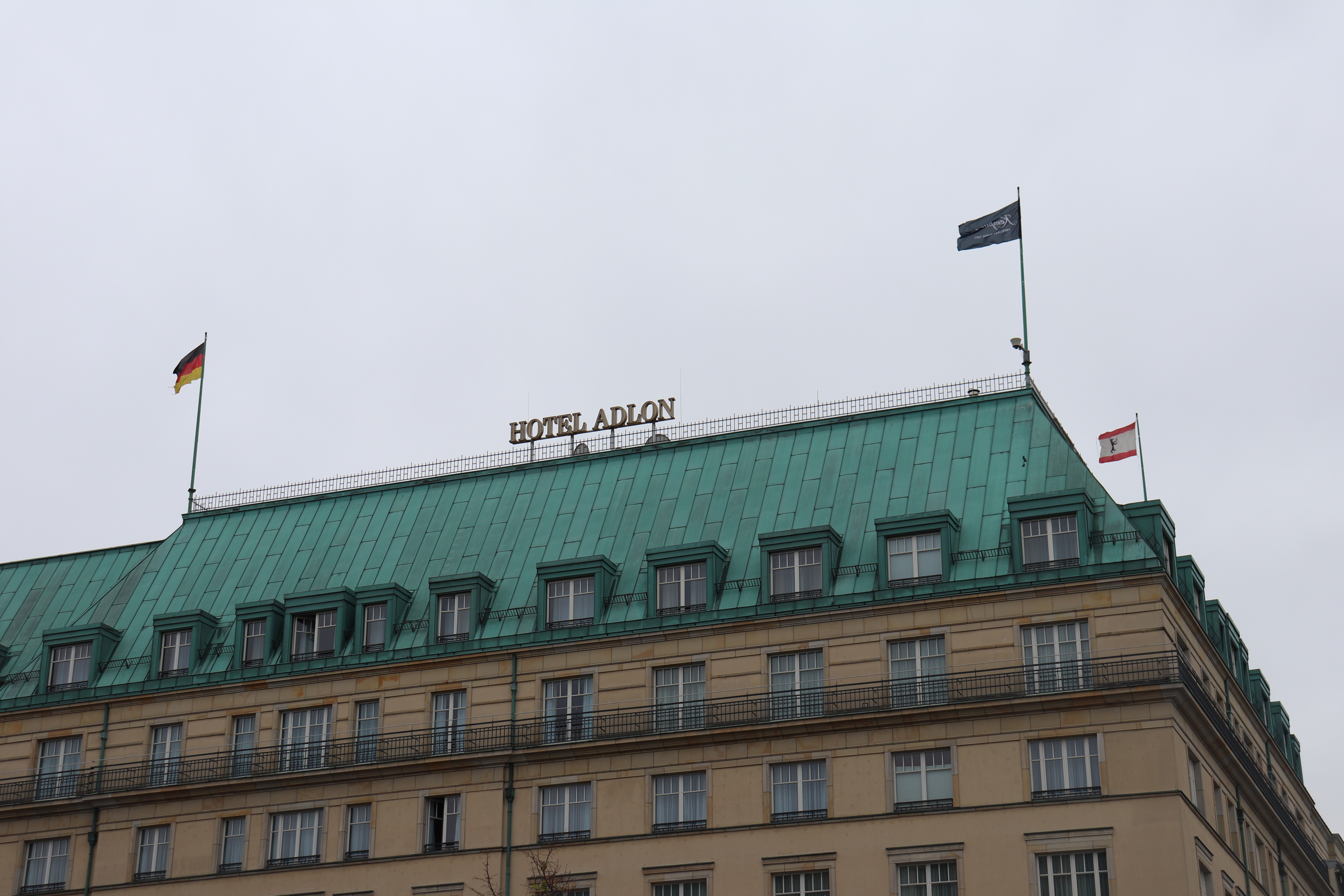
Widok na górną część fasady i dach hotelu

Obecny Hotel Adlon stoi na działce o powierzchni około 8000 m². Powierzchnia użytkowa samego budynku wynosi, według różnych źródeł, od 49 500 do 58 700 m². Jest on o jedną kondygnację wyższy od poprzedniego hotelu, same kondygnacje są przy tym niższe od tych w pierwotnym budynku. Został zaprojektowany w taki sposób, aby docenić ważną historyczną lokalizację i podkreślić znaczenie Bramy Brandenburskiej jako symbolu Niemiec: jako nowy budynek zorientowany na klasyczno-tradycyjny język projektowania architektonicznego. Nie należy go rozumieć jako repliki oryginału, lecz jako obiekt częściowo oparty na historycznym wzorze, który nie ukrywa, że jest budynkiem z końca XX wieku.

## Charakterystyka i działalność

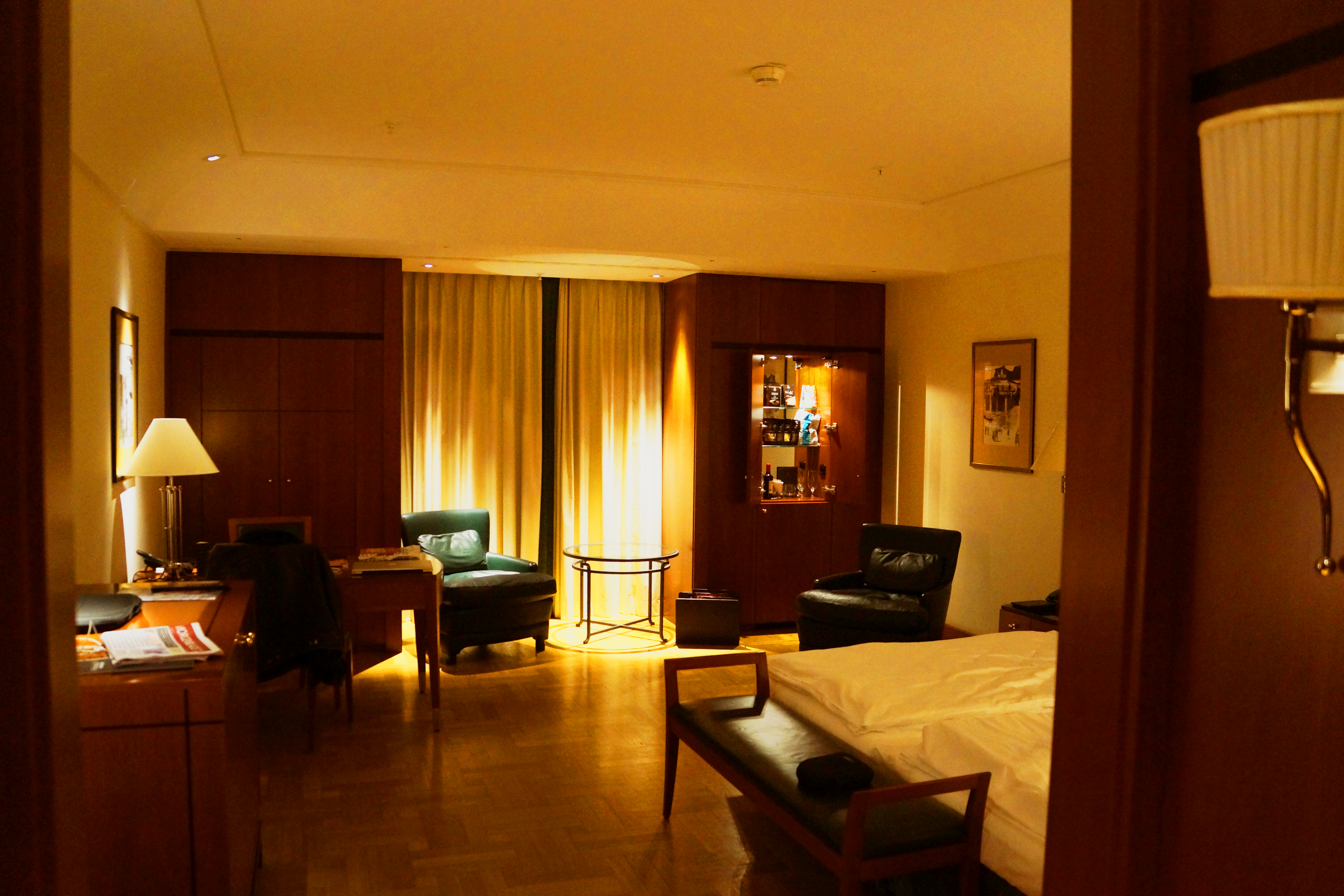
Apartament biznesowy w hotelu

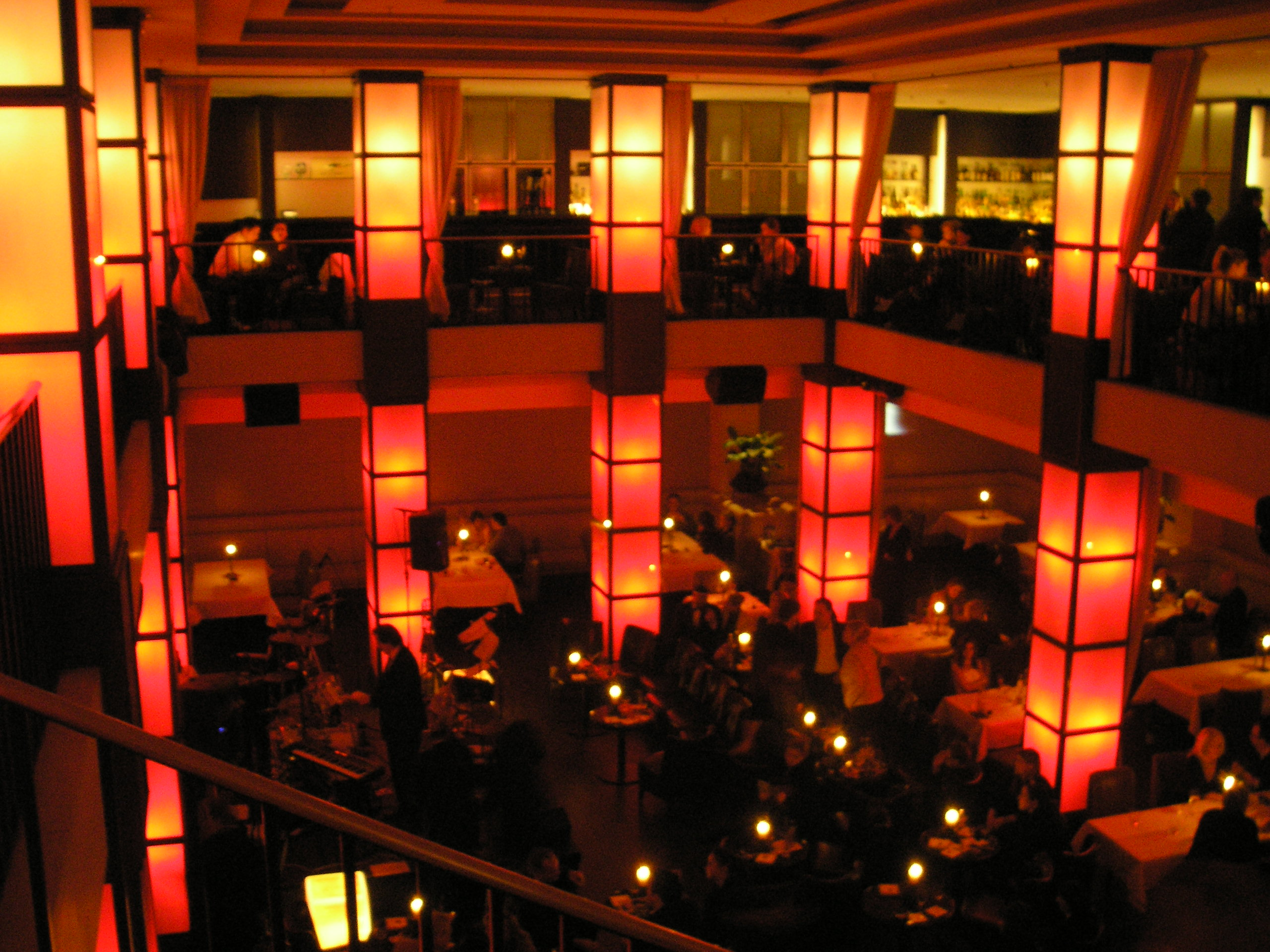
Jedna z restauracji w hotelu – Felix ClubRestaurant

Podobnie jak poprzednik, obecny Hotel Adlon położony jest w prestiżowej lokalizacji w centrum Berlina, bezpośrednio przy Bramie Brandenburskiej, w sąsiedztwie ambasad, parlamentu i Urzędu Kanclerza Federalnego, dzięki czemu może często liczyć na wizyty znamienitych gości. Do dyspozycji gości jest ogółem 307 pokoi i 78 apartamentów, trzy restauracje, dwa bary, piętnaście sal bankietowych, dwie sale balowe (ta w głównej części hotelu ma 500 m² powierzchni), centrum fitness oraz ekskluzywny salon spa Adlon Spa by Resense. Cena doby w apartamencie o powierzchni 80 m² zaczyna się od 3000 euro, z kolei za dobę w apartamencie prezydenckim trzeba zapłacić 20 000 euro. Apartament prezydencki ma powierzchnię 220 m² i ma zbrojone drzwi wejściowe, a także dwie wewnętrzne windy łączące go bezpośrednio z garażem. Jego goście mają także do dyspozycji prywatnego szofera i kamerdynera.
W budynku odbywają się rozmaite imprezy: od bankietów firmowych po konferencje i gale charytatywne. Największe z nich liczą do 1000 uczestników. Klientelę hotelu stanowią głównie głowy państwa, znani aktorzy, muzycy, szlachta i wielcy przedsiębiorcy. W Adlonie zatrzymywali się m.in. królowa Holandii Beatrycze, królowa Szwecji Sylwia, królowa Wielkiej Brytanii Elżbieta II i jej mąż książę Filip, król Norwegii Harald V, król Hiszpanii Jan Karol I, król Arabii Saudyjskiej Abdullah, przywódca Związku Radzieckiego Michaił Gorbaczow, prezydenci Stanów Zjednoczonych: Bill Clinton i George W. Bush oraz szefowie rządów Chin i prawie wszystkich krajów europejskich. Wśród jego gości były także osobistości ze świata kultury, m.in. Pierce Brosnan, Renée Zellweger, Catherine Deneuve, Leonardo DiCaprio i Michael Jackson. Z pobytem Jacksona w hotelu wiąże się incydent uważany za jeden z największych skandali w jego karierze. 19 listopada 2002 roku rezydujący w Adlonie Jackson wyszedł na balkon swojego pokoju na czwartym piętrze w celu pozdrowienia grupy fanów, która zebrała się przed hotelem. Piosenkarz trzymał na rękach 9-miesięcznego wówczas syna Prince’a Michaela II i w pewnym momencie wystawił go za balustradę balkonu, jednocześnie zasłaniając mu twarz kocem. Takie zachowanie wywołało ogromne oburzenie na całym świecie, a wśród reakcji były także wezwania do ukarania artysty i odebrania mu prawa do opieki nad dziećmi.

## Wykorzystanie w kulturze
Zarówno sam Hotel Adlon, jak i historie z nim związane zostały ukazane w następujących filmach i serialach:
- Hotel Adlon – zachodnioniemiecki kinowy film dramatyczny z 1955 roku w reżyserii Josefa von Báky’ego, oparty na autobiografii Heddy Adlon[28][5].
- Ich war ja auch wer: Chefkoch Hermann Reußner, Jahrgang 1891, erzählt aus seinem Leben – wschodnioniemiecki krótkometrażowy film dokumentalny z 1982 roku w reżyserii Johanny Kleberg i Rolfa Schnabla, przedstawiający historię Hermanna Reußnera, który przez 30 lat pracował jako szef kuchni w pierwszym Hotelu Adlon[5][29].
- In der glanzvollen Welt des Hotel Adlon – niemiecki telewizyjny film dokumentalny z 1996 roku w reżyserii Percy’ego Adlona, prawnuka Lorenza Adlona, opowiadający o działalności pierwszego Hotelu Adlon[5][9][30].
- Adlon verpflichtet – Geschichte und Geschichten eines Hotels – niemiecki film dokumentalny, zrealizowany w 2007 roku dla telewizji RBB, w reżyserii Dagmar Wittmers[31][32]. Stanowi przegląd 100-letniej historii Hotelu Adlon[25][32].
- Tajemnice hotelu Adlon (Das Adlon. Eine Familiensaga) – niemiecki trzyodcinkowy serial dramatyczny, zrealizowany w 2013 roku dla telewizji ZDF[33][34]. Opowiada o losach fikcyjnej bohaterki Sonji Schadt przeplatających się z faktami z życia rodziny założyciela Hotelu Adlon i rozgrywających się na tle historii samego hotelu, od otwarcia pierwszego budynku w 1907 roku do inauguracji hotelu sieci Kempinski w 1997 roku[34].
- Das Adlon – Die Dokumentation – niemiecki telewizyjny film dokumentalny z 2013 roku w reżyserii Felixa von Boehma i Gera von Boehma[5][35].
- Hotel-Legenden – Das Adlon in Berlin – niemiecki telewizyjny film dokumentalny z 2020 roku[5][36][15].

Budynek hotelu pojawia się także w nakręconym w 2001 roku filmie Emil i detektywi (Emil und die Detektive), opartym na powieści o tym samym tytule, autorstwa Ericha Kästnera. W filmie tym tytułowy bohater, 12-letni Emil, zostaje okradziony przez Maxa Grundeisa z oszczędności w trakcie podróży pociągiem do Berlina. Po dotarciu na miejsce wraz z poznaną tam grupą dzieciaków próbuje znaleźć Grundeisa, który okazuje się być złodziejem hotelowym często nawiedzającym Hotel Adlon. W Hotelu Adlon kręcono ponadto sceny do mającego premierę w 2011 roku międzynarodowego thrillera Tożsamość (Unknown). Hotel jest jednym z najważniejszych miejsc rozgrywania się akcji filmu.
W listopadzie 2020 roku przed głównym wejściem do Hotelu Adlon odbyła się sesja zdjęciowa z udziałem modelek do 4. odcinka 16. sezonu programu Germany’s Next Topmodel, nadzorowana przez Heidi Klum, prowadzącą i producentkę wykonawczą programu. Odcinek ten został wyemitowany 25 lutego 2021 roku na antenie telewizji ProSieben.